# Zolotonošský rajón
Zolotonošský rajón (ukrajinsky Золотоніський район) je rajón v Čerkaské oblasti na Ukrajině. Hlavním městem je Zolotonoša a rajón má přibližně 142 tisíc obyvatel.

## Sídla v rajónu
| Město: - Zolotonoša | Sídla městského typu: - Drabiv - Čornobaj |